# Parc national de la vallée du Murray
Le parc national de la vallée du Murray (anglais : Murray Valley National Park) est un parc national situé en Nouvelle-Galles du Sud en Australie à 35 km au sud de Deniliquin en bordure du fleuve Murray.
Le parc se prolonge sur la rive sud du fleuve par le parc national de Burmah au Victoria.

## Flore
Les arbres du parc se composent essentiellement d'Eucalyptus camaldulensis.